# Pradosia huberi
Pradosia huberi är en tvåhjärtbladig växtart som först beskrevs av Adolpho Ducke, och fick sitt nu gällande namn av Adolpho Ducke. Pradosia huberi ingår i släktet Pradosia och familjen Sapotaceae. Inga underarter finns listade i Catalogue of Life.